# Ricardo Arias
Ricardo Arias Espinosa (Washington, 5 aprile 1912 – Panama, 15 marzo 1993) è stato un politico e imprenditore panamense.

## Biografia
È stato Presidente della Repubblica di Panama dal 29 marzo 1955 al 1º ottobre 1956.